# Cadenet
Cadenet è un comune francese di 4 292 abitanti situato nel dipartimento della Vaucluse della regione della Provenza-Alpi-Costa Azzurra.
Si trova lungo il percorso della Durance.

## Storia

### Simboli
Lo stemma è documentato nell'Armorial Général de France del 1696.

## Società

### Evoluzione demografica
Abitanti censiti

## Amministrazione

### Gemellaggi
- Arcole
- Varvari-Mirtia